# 強烈熱帶風暴西馬侖 (2001年)
強烈熱帶風暴西馬侖（英語：Severe Tropical Storm Cimaron，國際編號：0101，聯合颱風警報中心：03W，菲律賓大氣地球物理和天文管理局：Crising）為2001年太平洋颱風季第一個被命名的風暴。「西馬侖」一名由菲律賓提供，是當地的一種野牛。

## 發展過程
5月9日UTC12時，一熱帶低氣壓在菲律賓民都洛島和巴拉望島之間海面上生成。該熱帶低氣壓向北移動。5月11日UTC0時，該熱帶低氣壓在呂宋島以西增強為熱帶風暴，並命名為西馬侖 。西馬侖轉向東北方向移動。5月13日UTC0時，西馬侖在台灣南部進一步增強為強烈熱帶風暴。5月13日UTC6時，西馬侖減弱為熱帶風暴。西馬侖保持其東北的路徑直到5月14日UTC9時在日本南部。西馬侖隨後向東移動，並於5月14日UTC12時在沖繩東北部海面轉化為溫帶氣旋。5月15日UTC18時，完全消散。

## 影響

### 臺灣
當地發佈最高熱帶氣旋警告信號：海上陸上颱風警報
5月11日上午11時15分，中央氣象局發布海上颱風警報。下午8時35分，中央氣象局發布陸上颱風警報。
5月13日下午5時50分，中央氣象局解除陸上颱風警報。下午8時5分，中央氣象局解除海上颱風警報。

## 熱帶氣旋警告使用紀錄

### 台灣
| 交通部中央氣象局 颱風警報 | 交通部中央氣象局 颱風警報 | 交通部中央氣象局 颱風警報 |
| ------------------------- | ------------------------- | ------------------------- |
| 上一熱帶氣旋              | 海上颱風警報              | 下一熱帶氣旋              |
| 輕度颱風貝碧嘉            | 海上颱風警報              | 中度颱風奇比              |
| 中度颱風象神              | 陸上颱風警報              | 中度颱風奇比              |

## 外部連結
- （日語）http://www.jma.go.jp/ （页面存档备份，存于） 日本氣象廳首頁
- （英文）http://www.usno.navy.mil/JTWC/ （页面存档备份，存于） 聯合颱風警報中心首頁
- （简体中文）https://web.archive.org/web/20120928121548/http://www.nmc.gov.cn/ 中央氣象台首頁
- （繁體中文）http://www.cwb.gov.tw/ （页面存档备份，存于） 中央氣象局首頁
- （繁體中文）http://www.hko.gov.hk/ （页面存档备份，存于） 香港天文台首頁
- （繁體中文）http://www.smg.gov.mo/ （页面存档备份，存于） 澳門地球物理暨氣象局首頁